# الحروب السلوقية الفرثية
كانت الحروب السلوقية الفرثية سلسلة من الصراعات بين الإمبراطورية السلوقية وفرثيا وقد أسفرت عن طرد السلوقيين نهائيًا من بلاد فارس وإنشاء الإمبراطورية الفرثية. نشبت الحروب بسبب هجرة القبائل الإيرانية إلى آسيا الوسطى وعدم قدرة السلوقيين على الدفاع عن إمبراطوريتهم الشاسعة أو الحفاظ عليها بشكل صحيح.

## الخلفية
في عام 323 قبل الميلاد، تأسست الإمبراطورية السلوقية من قبل السلوقي  نيكاتور الأول، جنرال الإسكندر الأكبر. لقد امتدت من سوريا إلى نهر السند وضمت معظم مملكة الإسكندر، كما كانت الدولة السلوقية أقوى ممالك الخلفاء التي نشأت بعد وفاة الإسكندر. ومع ذلك، سرعان ما واجه السلوقيون مشكلة في محاولة الحفاظ على مثل هذا المملكة الكبيرة، حيث واجهوا حربًا مستمرة ضد الدول الهلنستية الأخرى في الغرب والاضطرابات بين شعوبهم لإيرانية في الشرق.
وبالاستفادة من انشغال السلوقيين "بالحروب ضد الغزو القلطي لآسيا الصغرى في الغرب، وفوضى الحرب السورية الثالثة حوالي العام 245 قبل الميلاد، فقد أعلن كلٌ من ديودوتوس وأندراغوراس، وهما ساترابان من باختر وفرثيا على التوالي، محافظاتهما النائية دولًا مستقلة. ومع ذلك، وفي حوالي العام 238، قامت قبيلة إيرانية من سهوب آسيا الوسطى تحت قيادة أَرْشَك وهي بارتي، ب"غزو منطقة أندراغوراس" حيث هزموه وقتلوه، واستولوا على الأرض. أصبحت بارني معروفةً باسم الفرث الذين أخذوا اسمهم من المقاطعة السلوقية التي احتلوها. بدأت القبيلة تحاول الاستيلاء على أكبر قدر ممكن من الإمبراطورية السلوقية الشرقية، مع الاستيلاء على مدينة هيكاتومبيلوس، بحلول العام 238، والتي أصبحت عاصمتهم. ثم انضمت إليهم مقاطعة باختر المستقلة حينها. كان الملك السلوقي سلوقس الثاني في ذلك الوقت مشغولًا للغاية في خوض حرب ضد مصر البطلمية، وبالتالي فقد السلوقيون معظم أراضيهم شرق بلاد فارس وميديا.

## حملات سلوقس الثاني كالينيكوس
بعد وفاة والده، أنطيوخوس الثاني، في 246 قبل الميلاد، خلفه سلوقس الثاني كحاكم، لكنه لم يكن قادرًا على الرد على الغارات الفرثية في الجزء الشرقي من الإمبراطورية بسبب الحرب مع مصر البطلمية، وكذلك شقيقه الأصغر، هيراكس، الذي حاول أن يثبت نفسه كحاكم مستقل لآسيا الصغرى. في النهاية، توصل الأخوين إلى هدنة وتمكن سلوقس من بدء حملة استكشافية ضد الفرثيين. ومع تحقيق النجاح الأولي، بطرده الفرثيين من فرثيا و هيركانيا، فمن المحتمل أن سلوقس الثاني قد هزم وربما أُسر من قبل الفرثيين، الذين ربما ساعدهم ديودوتوس الثاني، حاكم باختر. وبعد إطلاق سراحه، عاد سلوقس إلى آسيا الصغرى للتعامل مرة أخرى مع هيراكس، الذي استأنف الأعمال العدائية ضد شقيقه.

## حملات أنطيوخوس الثالث
كان أنطيوخوس الثالث ملكًا سلوقيًا طموحًا كانت لديه رؤية لإعادة توحيد إمبراطورية الإسكندر الأكبر تحت السلالة السلوقية. وفي عام 209 قبل الميلاد، أطلق حملة لاستعادة السيطرة على المقاطعات الشرقية، وبعد هزيمة الفرثيين في المعركة، نجح في استعادة السيطرة على المنطقة. أُجبر الفرثيون على قبول حالة التبعية وصاروا يسيطرون فقط على الأرض المطابقة لمقاطعة فرثيا السلوقية السابقة. ومع ذلك، كانت تبعية فرثيا اسمية في أحسن الأحوال وفقط لأن الجيش السلوقي كان على أعتابهم. حصل أنطيوخوس على لقب عظيم من قبل نبلائه بسبب استعادته للمقاطعات الشرقية وإقامة الحدود السلوقية حتى أقصى شرقها كما كانت تحت حكم سلوقوس الأول نيكاتور. لحسن الحظ فبالنسبة للفرثيين، كان للإمبراطورية السلوقية العديد من الأعداء، ولم يمض وقت طويل قبل أن يقود أنطيوخوس قواته غربًا لمحاربة مصر البطلمية والجمهورية الرومانية الصاعدة.

## صعود الأرشكيين ونهاية الإمبراطورية السلوقية
بدأت القوة السلوقية تضعف بعد هزيمة أنطيوخوس الثالث على يد الرومان في معركة مغنيسيا التي حطمت السلطة السلوقية بشكل فعال وعلى وجه الخصوص الجيش السلوقي. بعد هذه الهزيمة، بدأ أنطيوخوس رحلة استكشافية إلى إيران، لكنه قتل في إليما. ثم استولى الأرشكيين على السلطة في فرثيا وأعلنوا استقلالهم الكامل عن الإمبراطورية السلوقية. في عام 148 قبل الميلاد، غزا الملك الفرثي مهرداد الأول ميديا التي كانت بالفعل في حالة تمرد ضد الإمبراطورية السلوقية، وفي عام 141 قبل الميلاد، استولى الفرثيون على المدينة السلوقية الرئيسية سلوقية (التي كانت العاصمة الشرقية للإمبراطورية السلوقية). أعطت هذه الانتصارات مهرداد السيطرة على بلاد ما بين النهرين وبابل. وفي عام 139 قبل الميلاد، صد الفرثيون هجومًا سلوقيًا مضادًا وكبيرًا وكسروا الجيش السلوقي، وأسروا الملك السلوقي، ديميتريوس الثاني، وبذلك أنهوا فعليًا مطالبات السلوقيين بأي أرض تقع شرق نهر الفرات. ومن أجل استعادة هذه الأرض، شن أنطيوخوس السابع هجومًا مضادًا ضد الفرثيين في 130 قبل الميلاد، وهزمهم في البداية مرتين في المعركة. أرسل الفرثيون وفداً للتفاوض على اتفاقية سلام، لكنهم رفضوا في النهاية الشروط التي اقترحها أنطيوخوس. ثم تم تفريق الجيش السلوقي في أرباع الشتاء. وبسبب رؤية فرصة للهجوم، هزم الفرثيين، تحت قيادة فراتس الثاني، وقتلوا أنطيوخوس في معركة إكباتانا في 129 قبل الميلاد، وشرعوا في تدمير وأسر بقية جيشه الضخم، وبالتالي إنهاء محاولة السلوقيين لاستعادة بلاد فارس.
دفع فقدان الكثير من الأراضي في تدهور الإمبراطورية الضعيفة بالفعل إلى تراجع لم تستطع التعافي منه أبدًا. أصبحت الإمبراطورية السلوقية دولة رديئة تتكون أنطاكية والأراضي المحيطة بها. إن السبب الوحيد لاستمرار وجود الإمبراطورية السلوقية هو أن الفرثيين اعتبروها حاجزًا مفيدًا ضد الإمبراطورية الرومانية. وعندما قاد بومبي حملة رومانية إلى سوريا، ضم الإمبراطورية السلوقية، وتم إعداد المسرح للحروب الرومانية الفرثية.

## الإرث
سيؤدي التوسع الغربي لفرثيا خلال الحرب في النهاية إلى اشتباكها مع الإمبراطورية الرومانية. كانت الحروب الرومانية الفرثية تتدخل في هذه الإمبراطوريات القديمة حتى القرن الثالث.